# Hypixel
Hypixel is een Minecraft-server,  opgericht door Simon Collins-Laflamme en Philippe Touchette op 13 april 2013. Het is een server waarop vooral zogeheten Minigames gespeeld kunnen worden. Hypixel behaalde in 2017 vier wereldrecords in het Guinness Book of Records. In 2020 nam Riot Games computerspelontwikkelaar Hypixel Studios over. De ontwikkelaar is voortgekomen uit de Hypixel-server en werkt aan een user-generated game.

## Geschiedenis
Hypixel werd gestart op 13 april 2013 door Simon Collins-Laflamme. Op 21 december 2016 waren er 10 miljoen unieke spelers ingelogd op de server. Sinds de oprichting zijn er meer dan 14,1 miljoen unieke spelers ingelogd. Op 16 september 2020 was het aantal volgens Hypixel zelf gestegen naar 20 miljoen unieke spelers. Rond april 2018 begon Hypixel Cloudflare Spectrum te gebruiken om zich tegen DDoS-aanvallen te beschermen, nadat de server slachtoffer werd van diverse aanvallen met de malware Mirai.

### Hytale
Op 13 december 2018 werd de stand-alone game Hytale aangekondigd. Deze game wordt ontwikkeld door Hypixel Studios, dat is opgericht door de oprichters van Hypixel. Hypixel Studios kreeg steun van Riot Games en andere ontwikkelaars waaronder Dennis Fong, Rob Pardo (Blizzard Entertainment) en Peter Levine.
De ontwikkeling van Hytale is gestart rond 2015, de trailer van Hytale was uitgebracht op 13 december 2018. De trailer kreeg meer dan 30 miljoen weergaven binnen een maand. Op 16 april 2020 kondigde Riot Games de volledige overname van Hypixel Studios aan.

## Onderscheidingen
Op 20 oktober 2017 maakte Hypixel publiekelijk bekend dat ze vier "Guinness World Records" in bezit hadden.
| Prijs                  | Categorie                                          | Prestatie                     | Datum            |
| ---------------------- | -------------------------------------------------- | ----------------------------- | ---------------- |
| Guinness World Records | Most Popular Independent Server For a Video Game   | 216,558 gelijktijdige spelers | 16 april 2021    |
| Guinness World Records | Most Popular Minecraft Server Network              | 216,558 gelijktijdige spelers | 16 april 2021    |
| Guinness World Records | Most Games on a Minecraft Server                   | 43 games                      | 11 augustus 2017 |
| Guinness World Records | Most Unique Players Logged Into a Minecraft Server | 14,1 miljoen spelers          | 24 augustus 2017 |